# Coprotus sphaerosporus
Coprotus sphaerosporus är en svampart som beskrevs av J.L. Gibson & Kimbr. 1980. Coprotus sphaerosporus ingår i släktet Coprotus och familjen Thelebolaceae.   Inga underarter finns listade i Catalogue of Life.